# Anatevka (Film)
Anatevka (Originaltitel: Fiddler on the Roof) ist ein US-amerikanischer Spielfilm von Regisseur Norman Jewison aus dem Jahr 1971. Das musikalische Drama basiert auf dem gleichnamigen Bühnenmusical, das wiederum von der Erzählung Tewje, der Milchmann von Scholem Alejchem  inspiriert wurde.

## Handlung
Die Geschichte spielt 1905 im fiktiven Schtetl Anatevka in der Ukraine. Dort lebt eine jüdische Gemeinschaft, die großen Wert auf die Tradition legt. Der Milchmann Tevye lebt mit seiner Frau Golde und seinen fünf Töchtern in Armut. Trotz drohender Pogrome im zaristischen Russland bewahrt Tevye seinen Lebensmut und seinen Humor.
Tevyes traditionsbewusste Lebensgestaltung gerät ins Wanken, als die drei ältesten seiner Töchter ins heiratsfähige Alter kommen. Da er fünf Töchter hat, muss Tevye die ersten drei ziehen lassen. Seine Töchter heißen Tzeitel, Hodel, Chavaleh, Shprintze und Bielke. Eigentlich sollte Yente, die Heiratsvermittlerin, ihnen passende Ehemänner vermitteln, Tevye verspricht seine älteste Tochter Tzeitel sogar schon dem wohlhabenden Fleischer Lazar Wolf, als diese ihm eröffnet, dass sie sich mit ihrem Jugendfreund, dem armen Schneider Motel, verlobt hat. Hodel, die zweitälteste Tochter, verliebt sich in den Studenten Perchik aus Kiew, den Tevye als Hauslehrer für seine Töchter aufnimmt. Perchik hat revolutionäre Ideen und wird deswegen verhaftet. Die drittälteste Tochter Chava schließlich möchte den nichtjüdischen jungen Russen Fjedka heiraten.
Tevye hadert mit den Heiratswünschen seiner Töchter, wägt in hintergründigen Monologen das Für und Wider ab. Er erlebt das Infragestellen seiner Tradition, willigt aber in die Heirat Tzeitels mit Motel ein und lässt, obwohl es ihm schwerfällt, die Verlobung Hodels und später ihren Umzug nach Sibirien, wo sie Perchik heiraten will, zu. Chava hingegen verstößt er und verzeiht ihr erst ganz am Schluss.
Am Anfang des Films ist die Beziehung zwischen Juden und den Soldaten des Zaren eine entspannte. Diese verschlechtert sich im Laufe der Handlung und spiegelt somit die damalige Realität wider. Der politische Druck des Zaren nimmt immer mehr zu, bis die Juden am Schluss aus dem Dörfchen Anatevka vertrieben werden.

## Lieder
- Tradition
- Matchmaker, Matchmaker
- If I Were a Rich Man
- Sabbath Prayer
- To Life
- Miracle of Miracles
- Tevye's Dream
- Sunrise, Sunset
- Bottle Dance
- Now I Have Everything
- Do You Love Me?
- Far from the Home I Love
- Little Bird, Little Chavela (Kleiner Spatz, kleine Chavela)
- Anatevka

## Synchronisation
Die deutsche Synchronfassung basiert auf der deutschsprachigen Bühnenfassung von Rolf Merz. Die musikalische Leitung übernahm Bert Grund. Die deutsche Version wurde mit dieser Besetzung auch als Doppelalbum auf Schallplatte veröffentlicht.
| Rolle                 | Darsteller          | Synchronsprecher   |
| --------------------- | ------------------- | ------------------ |
| Tevye                 | Chaim Topol         | Yossi Yadin        |
| Golde, seine Frau     | Norma Crane         | Lya Dulizkaya      |
| Tzeitel, 1. Tochter   | Rosalind Harris     | Eva Berthold       |
| Hodel, 2. Tochter     | Michele Marsh       | Gudrun Vaupel      |
| Chava, 3. Tochter     | Neva Small          | Dagmar Heller      |
| Shprintze, 4. Tochter | Elaine Edwards      | Ruth Küllenberg    |
| Bielke, 5. Tochter    | Candy Bonstein      | Sabine von Maydell |
| Jente                 | Molly Picon         | Roma Bahn          |
| Motel Kamzoil         | Leonard Frey        | Peter Fröhlich     |
| Lazar Wolf            | Paul Mann           | Erik Jelde         |
| Perchik               | Paul Michael Glaser | Manfred Schott     |
| Fedja                 | Ray Lovelock        | Manfred Seipold    |

## Kritik
„Das ausgezeichnete Musical hat tolle Songs, Tragik und eine zutiefst humane Botschaft. Fazit: Immer noch einer der besten Musicalfilme“

„Die Tragik und humane Botschaft der Vorlage bleibt trotz zahlreicher Kintopp-Effekte weitgehend erhalten.“

## Auszeichnungen
Academy Awards 1972
Der Film gewann drei Oscars für:
- Bester Ton: Gordon K. McCallum, David Hildyard
- Beste Filmmusik: John Williams
- Beste Kamera: Oswald Morris

Zusätzlich hat der Film in den folgenden fünf Kategorien eine Nominierung bekommen
- Bester Hauptdarsteller: Topol („Tevye“)
- Bester Nebendarsteller: Leonard Frey („Motel“)
- Bestes Szenenbild: Robert F. Boyle, Michael Stringer; Set Decoration: Peter Lamont
- Beste Regie: Norman Jewison
- Bester Film: Norman Jewison

British Society of Cinematographers 1971
- Best Cinematography Award: Oswald Morris

David di Donatello Awards 1972
- David for Best Foreign Actor: Topol

Golden Globes 1972
- Best Motion Picture – Musical/Comedy
- Best Motion Picture Actor – Musical/Comedy: Topol

Motion Picture Sound Editors 1972
- Best Sound Editing – Dialogue